# Dharshan Kumaran
Dharshan Kumaran (ur. 7 czerwca 1975) – angielski szachista, arcymistrz od 1997 roku.

## Kariera szachowa
Wielokrotnie reprezentował narodowe barwy na mistrzostwach świata juniorów w różnych kategoriach wiekowych, dwukrotnie zdobywając złote medale, w latach 1986 (w San Juan, do 12 lat) oraz 1991 (w Guarapuavie, do 16 lat).
W latach 90. XX wieku odniósł kilka indywidualnych sukcesów w turniejach międzynarodowych. W 1993 r. zdobył w Dundee tytuł wicemistrza Wielkiej Brytanii, zwyciężył w otwartym turnieju rozegranym na Wyspie Man oraz uczestniczył w turnieju strefowym (eliminacji mistrzostw świata) w Dublinie, w 1994 r. podzielił II m. w Kópavogurze (za Hannesem Stefanssonem, wspólnie z Zoltanem Almasim i Efstratiosem Griwasem), w 1995 r. zwyciężył (wspólnie z Mladenem Palacem) w Grazu, w 1996 r. zajął II m. (za Đào Thiên Hảiem) w cyklicznym turnieju First Saturday (edycja FS08 GM) w Budapeszcie, natomiast w 1997 r. podzielił II m. (za Johnem Emmsem, wspólnie z Bogdanem Laliciem) w kołowym turnieju Drury Lane w Londynie. 
Najwyższy ranking w dotychczasowej karierze osiągnął 1 stycznia 1995 r., z wynikiem 2505 punktów zajmował wówczas 18. miejsce wśród angielskich szachistów. Od 1998 r. nie uczestniczy w turniejach klasyfikowanych przez Międzynarodową Federację Szachową.